# Granița verde
Granița verde (în poloneză Zielona granica) este un film dramatic din 2023 de Agnieszka Holland. Filmul este scris de Holland, Gabriela Łazarkiewicz-Sieczko și Maciej Pisuk și are o distribuție care include actorii Jalal Altawil, Maja Ostaszewska, Behi Djanati Atai, Tomasz Włosok, Mohamad Al Rashi, Dalia Naous, Maciej Stuhr și Agata Kulesza. Prezintă situația migranților prinși în criza de la granița dintre Belarus și Uniunea Europeană. Filmul este o coproducție internațională între companii din Polonia, Republica Cehă, Franța și Belgia.